# Mantícora (película)
Mantícora es una película de suspenso y drama psicológico de 2022 escrita y dirigida por Carlos Vermut y protagonizada por Nacho Sánchez y Zoe Stein. Manticora tuvo su estreno mundial en el Festival Internacional de Cine de Toronto de 2022. Estuvo nominada a los 37 Premios Goya en cuatro categorías (Director, Guion Original, Actor Protagónico, Actriz Revelación). La película se estrenó en España en diciembre de 2022.

## Sinopsis
El veinteañero Julián es un exitoso diseñador de videojuegos que vive atormentado por un oscuro secreto. Cuando Diana aparece en su vida, Julián sentirá cercana la oportunidad de ser feliz.

## Reparto
- Nacho Sánchez como Julián
- Zoe Stein como Diana
- Aitziber Garmendia como Sandra
- Albert Ausellé como Raúl
- Catalina Sopelana como Chica discoteca
- Vicenta Ndongo como Productora

## Producción
El guion fue escrito por Vermut, en parte como una adaptación de películas clásicas de hombres lobo con la premisa de que originalmente buscaban representar a "humanos manejando deseos sexuales prohibidos", y la motivación para el proyecto surgió al abordar el tema de la pedofilia como una maldición y retratar cómo un pedófilo puede intentar "engañar" esos impulsos prohibidos con sustitutos como la realidad virtual o un niño parecido. Vermut dijo que la idea original de la película surgió de la historia de su amiga lesbiana cuya apariencia se parecía un poco a Justin Bieber y quien se sintió engañada y utilizada en la relación con su pareja al descubrir que ese parecido era la razón por la cual su pareja estaba con ella. Vermut afirmó que "Creo que es mi película con mayores niveles de malestar. Me gusta afrontar las cosas que me asustan a través del cine. Y supongo que mirar a Julián a los ojos es una forma de afrontarlo".

## Premios y nominaciones
Anexo:XXXVII edición de los Premios Goya
| Categoría                                   | Persona       | Resultado |
| ------------------------------------------- | ------------- | --------- |
| Mejor interpretación masculina protagonista | Nacho Sánchez | Nominado  |
| Mejor dirección                             | Carlos Vermut | Nominado  |
| Mejor guion original                        | Carlos Vermut | Nominado  |
| Mejor actriz revelación                     | Zoe Stein     | Nominada  |